# رافی هووانیسیان (خواننده)
رافی گئورگی هووانیسیان (ارمنی: Րաֆֆի Գևորգի Հովհաննիսյան؛  زادهٔ ۲۳ اکتبر ۱۹۳۳ - درگذشته ۷ مهٔ ۱۹۹۰) خواننده، گوسان اهل ارمنستان است.

## زندگی‌نامه
وی در ۲۳ اکتبر ۱۹۳۳ در لچاشن  به دنیا آمد . همچنین برندهٔ جوایزی همچون هنرمند شایسته ارمنستان شوروی (۱۹۷۸) شده‌است. وی در اثر یک تصادف رانندگی به سرطان مبتلا می شود. وی در ۷ مه ۱۹۹۰ در سن ۵۶ سالگی در ایروان درگذشت.